# Oliver Sacks
Oliver Wolf Sacks (Londres, 9 de juliol de 1933 - Nova York, 30 d'agost de 2015) fou un neuròleg anglès que escrigué llibres sobre els seus pacients, seguidor de la tradició, pròpia del segle xix, de les «anècdotes clíniques» (històries de casos clínics explicades a través d'un estil literari informal). El seu exemple favorit era The Mind of a Mnemonist (en castellà Pequeño libro de una gran memoria: La mente de un mnemonista), d'Alexander Luria.

## Carrera professional
Es va graduar al Queen's College de la Universitat d'Oxford i es va doctorar en neurologia a la Universitat de Califòrnia. Viu a Nova York des de 1965. Fou professor clínic de neurologia a l'Escola de Medicina Albert Einstein, professor adjunt de neurologia a la Facultat de Medicina de la Universitat de Nova York i neuròleg de consulta per les Germanetes dels Pobres.
Sacks descrivia els seus casos amb poc detall clínic, concentrant-se en l'experiència fenomenològica (vivència subjectiva) del pacient. Algunes de les alteracions descrites són condicions cròniques o alteracions molt severes amb deterioració significativa del funcionament de l'individu, no obstant això, Sacks emfatitzava com els pacients realitzen adaptacions compensatòries que els permeten corregir o atenuar els seus dèficits en la vida quotidiana.
En el seu llibre més conegut, Despertar (d'un dels casos del qual es va fer una pel·lícula, que porta el mateix títol), relata les seves experiències en l'ús d'una substància natural recentment descoberta, la L-dopa, en pacients afectats per l'epidèmia d'encefalitis letàrgica esdevinguda als anys 1920. També va ser el tema de la primera pel·lícula feta per a la sèrie documental Discovery de la BBC.
En altres llibres descriu casos de la síndrome de Tourette i els efectes de la malaltia de Parkinson. El relat que dona títol a L'home que va confondre a la seva dona amb un barret versa sobre un músic que sofreix una agnòsia visual (prosopagnòsia) que també va ser el personatge protagonista d'una òpera de Michael Nyman presentada el 1987. Sobre el mateix cas, va escriure un altre llibre: Amb una sola cama (1984). La història Un antropòleg a Mart, que forma part del llibre del mateix nom, tracta de Temple Grandin, una professora universitària amb autisme. Les obres de Sacks han estat traduïdes a 21 idiomes.
Al febrer de 2015 va donar a conèixer en un article en el New York Times que sofria un càncer terminal conseqüència de la metàstasi d'un melanoma ocular diagnosticat i tractat nou anys abans, deixant escrit en el seu comiat "Per damunt de tot, he viscut com una criatura que sent, un animal que pensa, sobre aquest planeta preciós, i tot plegat ha estat una aventura i un privilegi enormes".

## Llibres
- 1970 - Migranya «Migraine»
- 1973 - Despertar «Awakenings» - (en aquest llibre es basa la pel·lícula de 1990 Despertar)
- 1984 - Amb una sola cama «A Leg to Stand On» (L'experiència de Sacks en perdre el control d'una cama a causa d'un accident)
- 1985 - L'home que va confondre la seva dona amb un barret «The Man Who Mistook His Wife for a Hat»
- 1989 - Veig una veu (Cultura sorda i llenguatge de signes) «Seeing Voices: A Journey Into The Land of the Deaf»
- 1995 - Un antropòleg a Mart «An Anthropologist on Mars»
- 1997 - L'illa dels cecs al color (Ceguesa congènita total al color en una societat insular) «The Island of the Colour-blind (total congenital color blindness in an island society»
- 2001 - L'oncle Tungstè: records d'un químic precoç «Uncle Tungsten: Memories of a Chemical Boyhood»
- 2002 - Oaxaca Journal.
- 2007 - Musicophilia: Tales of Music and the Brain
- 2010 - The Mind's Eye.
- 2012 - Hallucinations.

## Pel·lícules
- 1990 – Despertar («Awakenings») dirigida per Penny Marshall, basada en el llibre de memòries del mateix títol d'Oliver Sacks de 1974[5]
- 2011 – The Music Never Stopped («The Music Never Stopped») dirigida per Jim Kohlberg[6]